# Cataulacini
Cataulacini – plemię mrówek z podrodziny Myrmicinae. Obejmuje 1 opisany rodzaj.

## Rodzaj
- Cataulacus Smith, 1853